# Castanopsis sieboldii
Castanopsis sieboldii är en bokväxtart som först beskrevs av Tomitaro Makino, och fick sitt nu gällande namn av Sumihiko Hatusima. Castanopsis sieboldii ingår i släktet Castanopsis och familjen bokväxter.

## Underarter
Arten delas in i följande underarter:
- C. s. lutchuensis
- C. s. sieboldii

## Bildgalleri

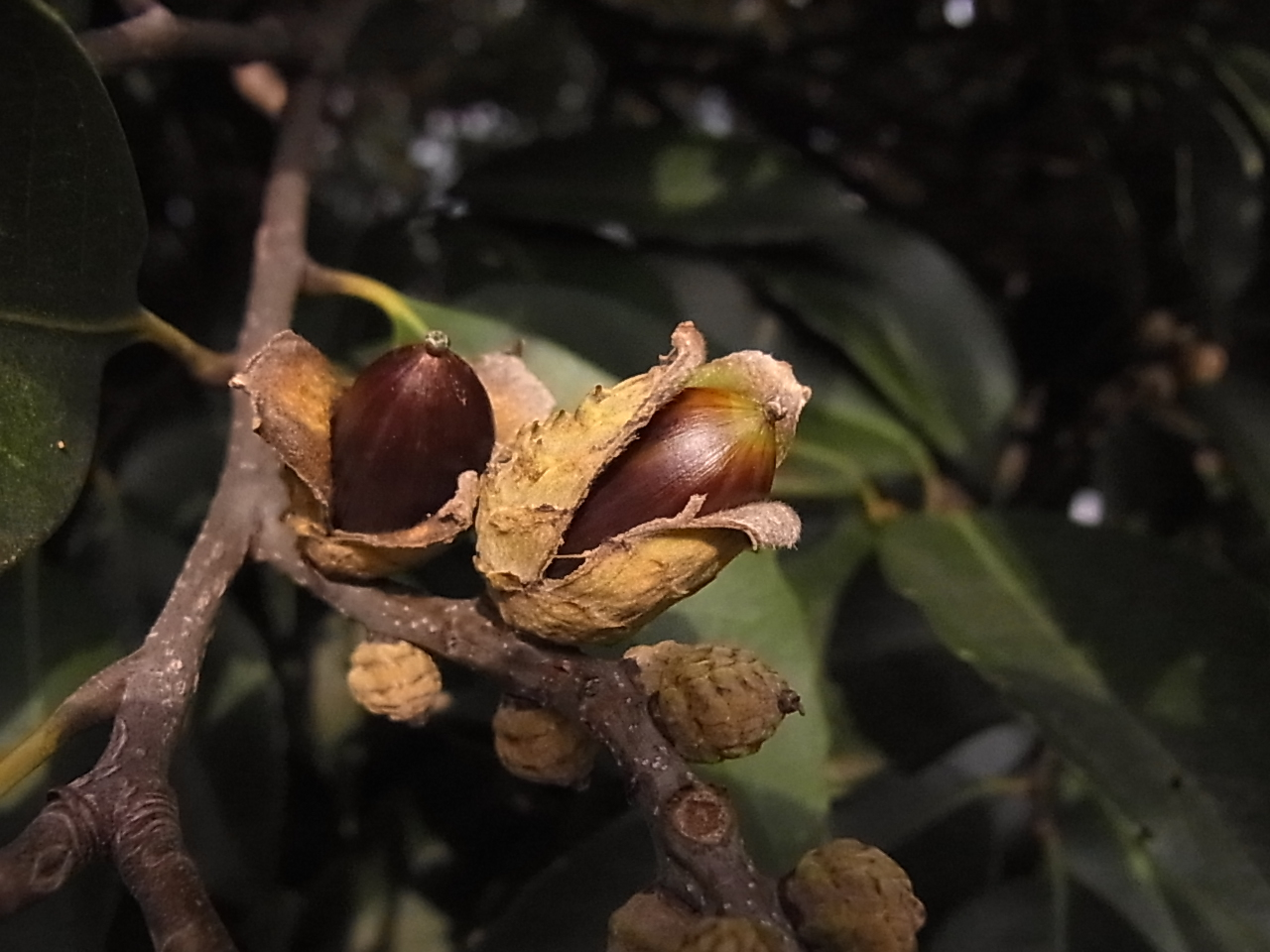
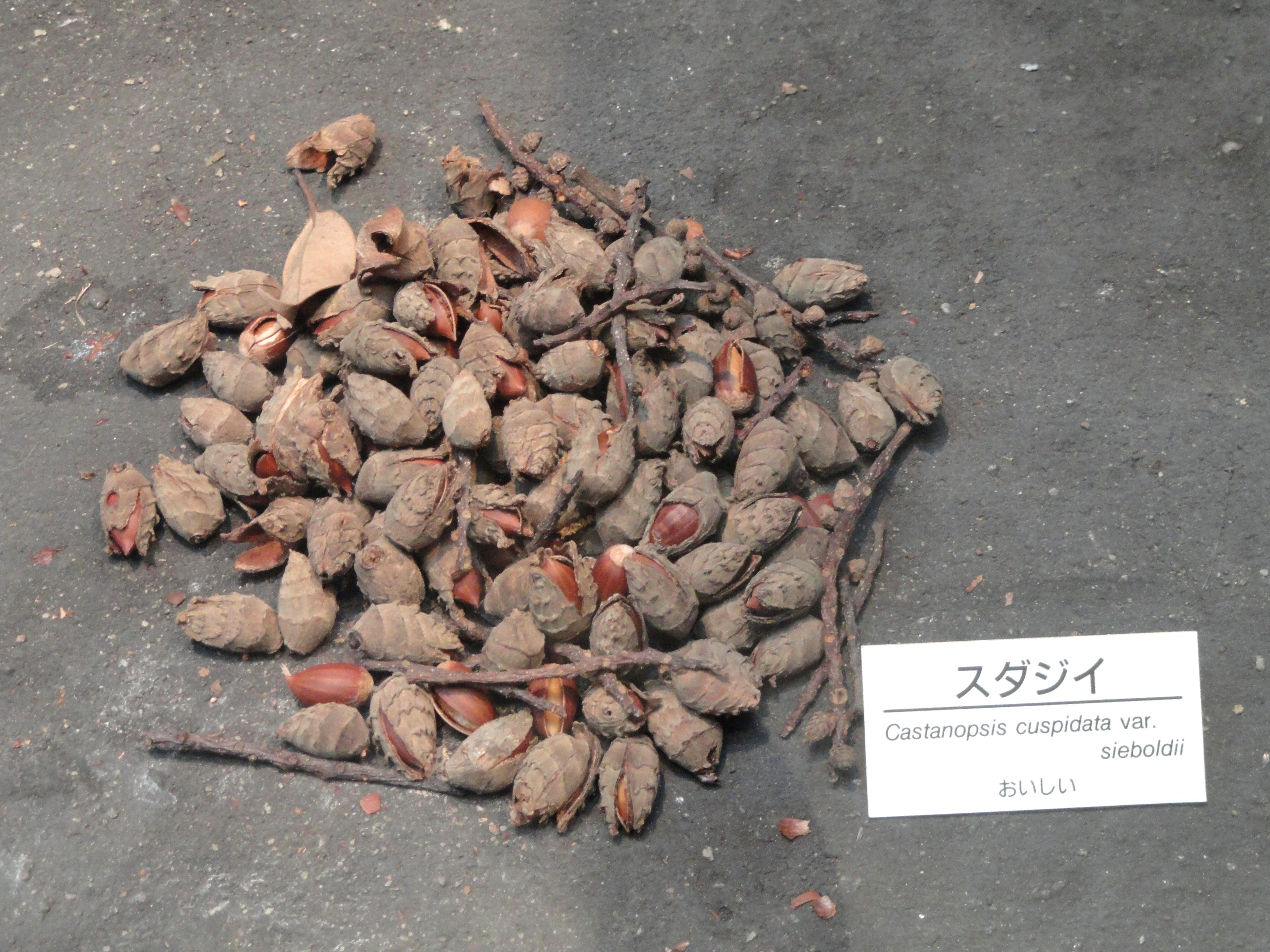
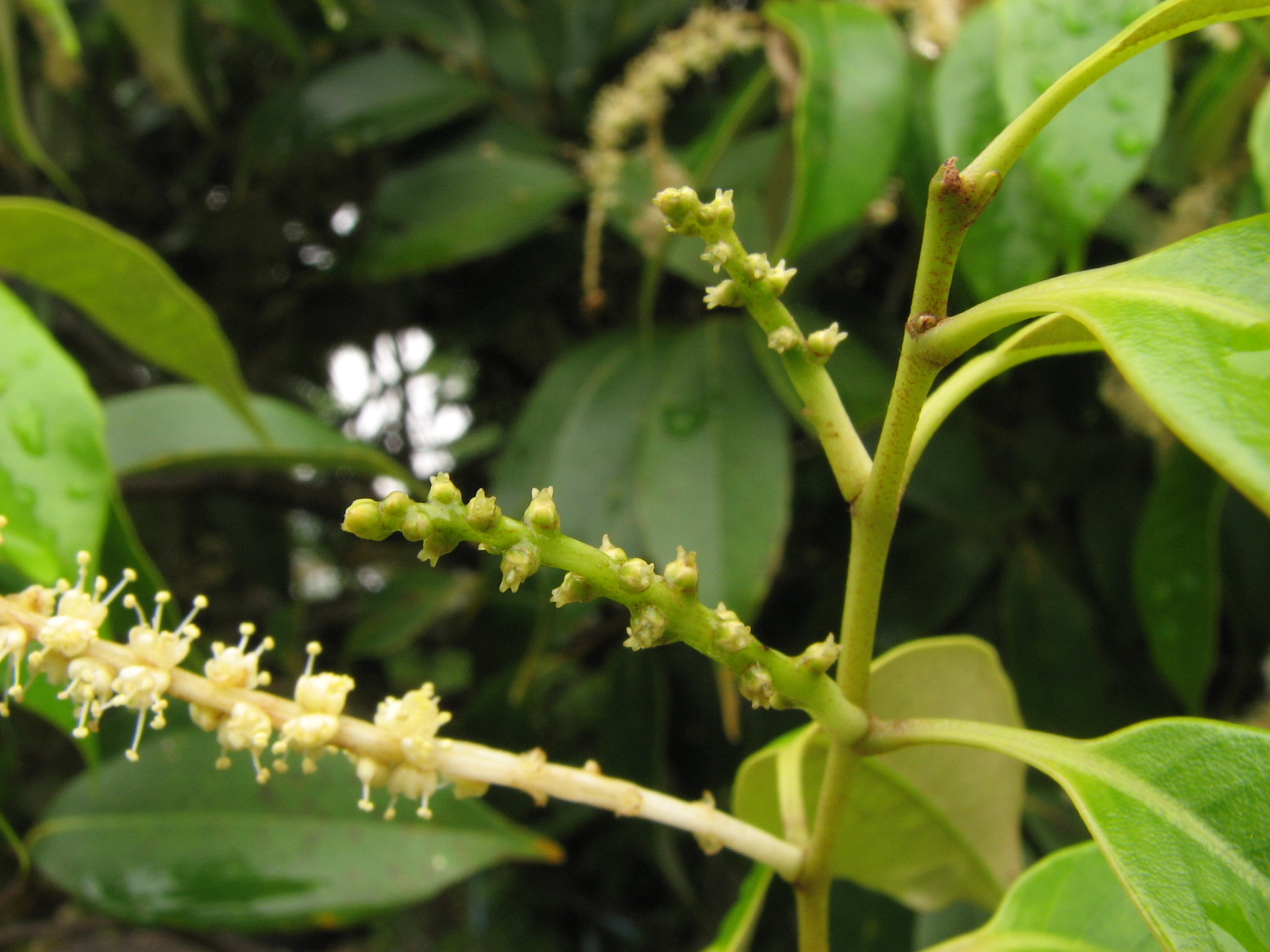
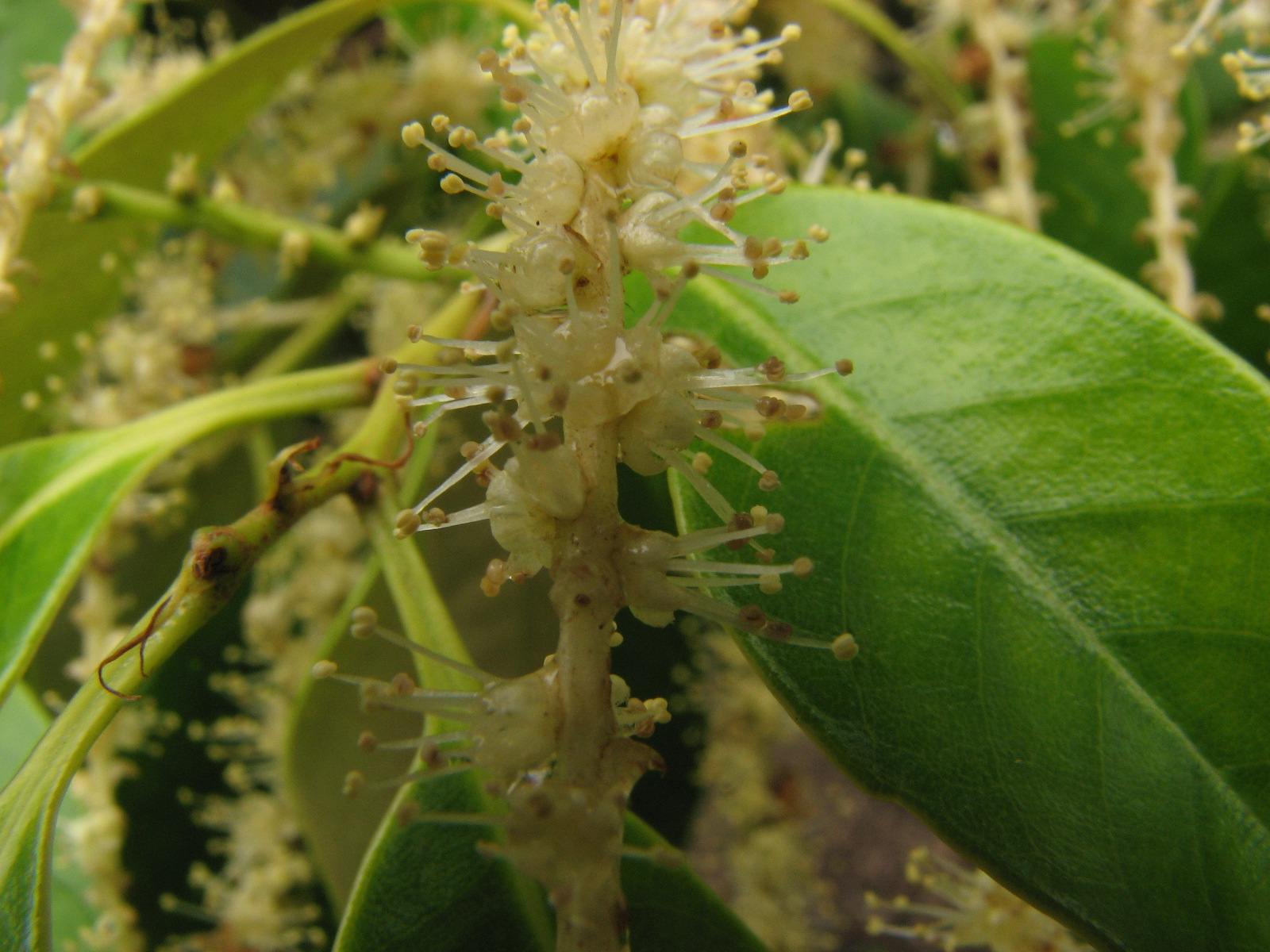